# Carlos Bocanegra
Carlos Manuel Bocanegra (* 25. května 1979, Upland, Kalifornie, USA) je bývalý americký fotbalový obránce mexického původu. Zároveň je i bývalým kapitánem národního fotbalového týmu USA. Mimo USA působil na klubové úrovni v Evropě: Anglii, Francii, Skotsku a Španělsku.

## Soukromí
Jedná se o syna mexického přistěhovalce a americké matky. Byl vychován v Alta Lomě v USA.

## Klubová kariéra

### Chicago Fire
S profesionálním fotbalem začínal v klubu Chicago Fire. Hned v první sezoně MLS byl vyhlášen nováčkem sezony a vyhrál US Open Cup. Zařadil se tak mezi nejlepší obránce soutěže. Dvakrát vyhrál cenu MLS Defender of the Year (v letech 2002 a 2003).

### Fulham
Začátkem roku 2004 přestoupil do Fulhamu. Zde hrával především ve středu obrany. Hrál tu také jeho spoluhráč z reprezentace Brian McBride. Odtud odešel po vypršení smlouvy na konci sezony 2007/2008.

### Stade Rennais FC
Poté přestoupil do týmu francouzské ligy Stade Rennais FC. Dostal číslo 3, což bylo jeho číslo z reprezentace.

### Saint-Étienne
Přestoupil do týmu AS Saint-Étienne v červenci 2010.

## Reprezentační kariéra
Poprvé reprezentoval Spojené státy americké na mládežnickém mistrovství světa v roce 1999. Mezi seniory debutoval v roce 2001 v zápase proti Jižní Koreji. Po MS 2002 a odchodu několika opor se vypracoval v základní kámen obrany a po MS 2006 v Německu dokonce převzal po Claudio Reynovi kapitánskou pásku.

## Úspěchy
USA
- 2× vítěz CONCACAF Gold Cupu: (2002, 2007)

Chicago Fire
- 2× vítěz US Open Cupu: (2000, 2003)